# Consorci Corporació Sanitària Parc Taulí
El Consorci Corporació Sanitària Parc Taulí és un consorci creat per millorar la prestació dels serveis d'assistència sanitària de cobertura pública a la població de Sabadell i el Vallès Occidental. En organitzar serveis conjunts ha de contribuir a racionalitzar els recursos que fins aleshores prestaven separadament les entitats consorciades.
Va ser creat el 31 de desembre de 1986 per decret. Actualment és participat per la Generalitat de Catalunya, l'Ajuntament de Sabadell i la Universitat Autònoma de Barcelona, tot i que inicialment tenia sis membres. És una entitat jurídica pública de base associativa, independent de la dels seus membres. Les entitats van cedir al consorci, els béns mobles i immobles i els equipaments necessaris per al desenvolupament dels serveis assistencials, i en van conservar la titularitat.
El 2018 gestiona els següents centres: Hospital de Sabadell, UDIAT Centre Diagnòstic, Albada Centre Sociosanitari, Salut Mental Parc Taulí, Atenció Primària Parc Taulí, Atenció a la Dependència Parc Taulí, i també els serveis de Sabadell Gent Gran Centre de Serveis, a través d'una societat anònima de la qual és únic accionista.

## Història

### Creació
El 13 d'octubre de 1986 es va publicar el decret 341/1986, pel qual es creava el Consorci Hospitalari del Parc Taulí i se n'aprovaren els estatuts. El desplegament del Mapa Sanitari de Catalunya preveia la creació d'un complex assistencial al Parc Taulí de Sabadell, amb l'objectiu de reordenar i integrar de manera òptima el conjunt d'organitzacions format per la Clínica Creu, la Clínica Santa Fe, la Clínica Infantil Nen Jesús, l'Hospital Mare de Déu de la Salut, VII Centenari, i l'Hospital Clínic de Sabadell, mitjançant un acord amb l'Institut Català de la Salut. La constitució d'aquest complex va suposar una millora en la prestació de l'assistència sanitària, així com una racionalització dels recursos esmerçats.
Finalment, el consorci es va crear formalment el 31 de desembre de 1986, amb un acord de la Generalitat de Catalunya, l'Ajuntament de Sabadell, la Fundació Hospital i Casa de Beneficència de Sabadell, la Mútua Sabadellenca, la Universitat Autònoma de Barcelona i la Caixa d'Estalvis de Sabadell.

### Aportacions inicials dels consorciats
Va néixer com a Consorci de Gestió dels patrimonis cedits per les entitats, on progressivament es va realitzar un procés de fusió de centres públics i privats de característiques i cultures molt diferents.
L'Ajuntament de Sabadell va aportar uns terrenys, segons les delimitacions de la parcel·lació de la modificació del Pla comarcal de la zona denominada Taulí; la Universitat Autònoma de Barcelona va aportar l'Hospital Clínic de Sabadell; la Fundació Hospital i Casa de la Beneficència de Sabadell va aportar l'Hospital Mare de Déu de la Salut, VII Centenari i la Residència Albada; Sabadell Mutual, Mutualitat de Previsió Social va aportar la Clínica Santa Fe i la Clínica Creu i la Caixa d'Estalvis de Sabadell va aportar la Clínica Infantil Nen Jesús.

### Evolució
El mes de març de 1995, en compliment dels Estatuts del Consorci, es va fer efectiva la cessió a favor seu de la titularitat dels béns cedits en ús per les entitats consorciades.
El 7 de gener de 1998 s'aprova el decret del Departament de Sanitat i Seguretat Social, pel qual es modifiquen els statuts del consorci, que passa a denominar-se Corporació Sanitària Parc Taulí de Sabadell. Posteriorment, la Fundació Hospital i Casa de Beneficència de Sabadell va ser extingida per resolució de la Consellera de Justícia de la Generalitat de Catalunya del 4 de setembre de 1998.
Pel que fa a la Mútua Sabadellenca d'Assegurances, més endavant va canviar el nom a Mutualitat de Previsió Social. Per acord del Consell de Govern del 20 de setembre del 2007 aquesta entitat va deixar de participar en el Consorci, atès que va ser absorbida per una societat anònima i, per tant, va donar-se la impossibilitat legal perquè continu és consorciada.
L'any 2010, a conseqüència de la subrogació de la nova entitat Caixa d'Estalvis Unió de Caixes de Manlleu, Sabadell i Terrassa (Unnim) en la posició jurídica de Caixa d'Estalvis de Sabadell, Unnim va passar ser entitat consorciada. Posteriorment, en la sessió del Consell de Govern del 16 de gener del 2013, l'entitat UnnimBanc va deixar de pertànyer a la Corporació, atès el seu caràcter d'entitat amb afany de lucre, en compliment del que estableix l'article 113.1 de la Llei 26/2010, del 3 d'agost, de règim jurídic i de procediment de les administracions públiques de Catalunya.

### Consorci universitari
En la sessió del 19 de novembre del 2014, el Consell de Govern de la Corporació va aprovar la proposta de nova redacció dels Estatuts del Consorci, que recullen la consideració del Consorci com a Hospital Universitari de la Facultat de Medicina de la UAB.

## Components
El Consorci es va constituir inicialment entre la Generalitat de Catalunya, l'Ajuntament de Sabadell, la Fundació Hospital i Casa de Beneficència de Sabadell, la Mútua Sabadellenca, la Universitat Autònoma de Barcelona i la Caixa d'Estalvis de Sabadell. Amb el temps han anat canviant els consorciats, el 2018 són: 
- Generalitat de Catalunya (60%)
- Ajuntament de Sabadell (30%)
- Universitat Autònoma de Barcelona (10%)

## Funcions
El consorci es va crear amb l'objectiu de millorar la prestació dels serveis d'assistència sanitària de cobertura pública a la població integrant en un sol ens de gestió els serveis assistencials que prestaven separadament cadascuna de les entitats consorciades i els mitjans per fer-los efectius.
Actualment els seus objectiu són la realització d'activitats sanitàries, sociosanitàries i socials al servei dels ciutadans, així com docents, d'investigació i innovació sanitària, entre les quals s'inclouen:
- l'educació per a la salut, la promoció de la salut, la prevenció de la malaltia i la salut pública
- L'atenció integral de la salut.
- L'atenció sanitària primària, especialitzada, ambulatòria, domiciliària i hospitalària, inclosos els serveis diagnòstics.
- L'atenció sociosanitària i de salut mental.
- La prestació de serveis socials: de prevenció, de rehabilitació, d'assistència residencial i a domicili -en especial, a la gent gran-, d'atenció a la dependència, i altres activitats de naturalesa anàloga.
- Les activitats de coneixement en els àmbits de la sanitat i les ciències de la salut i de l'atenció a la gent gran i de les persones en situació de dependència: la docència pregraduada i postgraduada, la investigació, la innovació, la formació, la bioètica, els sistemes d'informació, l'impuls del desenvolupament de les tecnologies i dels recursos per millorar la qualitat dels centres sanitaris, sociosanitaris i socials.
- Totes les que estiguin directament o indirectament relacionades amb les finalitats esmentades anteriorment i que acordi el Consell de Govern.[4]

## Centres
La Corporació està estructurada en cinc centres amb gestió descentralitzada: Hospital de Sabadell, Albada Centre Sociosanitari, Atenció Primària Parc Taulí, Salut Mental Parc Taulí i Atenció a la Dependència Parc Taulí. Per altra part, donen suport a tots els àmbits de la Corporació els centres de serveis següents: Centre Integral de Serveis Comuns (CISC), Centre de Serveis Informàtics (CSI) i els Serveis d'Atenció al Client (SAC).

## Filials
La Corporació ha sigut accionista únic de diverses empreses que li presten o han prestat serveis: UDIAT, Centre Diagnòstic,SA (UDIAT), i Sabadell Gent Gran, Centre de Serveis,SA (SGG).
- UDIAT, constituïda l'11 de febrer de 1999, té com a activitat principal la prestació de serveis sanitaris diagnòstics i terapèutics de manera directa o indirecta, com són els serveis de diagnosi per la imatge, de radiologia, de laboratori clínic i d'anatomia patològica, de diagnòstic i teràpia d'alta tecnologia, de suport farmacològic i d'activitats d'investigació i recerca, entre d'altres. A la fi de 2015 UDIAT es va dissoldre i va quedar integrada dins la corporació, amb efectes comptables d'1 de gener de 2015.[2] Va estar motivada pel desequilibri patrimonial derivat de la provisió comptable per les obligacions establertes per la sentència del Tribunal Superior de Justícia de Catalunya[5] referent a la recuperació de la reducció retributiva del 5% dels conceptes salarials del conjunt dels seus treballadors des l'1 de juny de 2010, per aplicació indeguda del Decret llei 3/2010, del 29 de maig, de mesures urgents de control de la despesa i en matèria fiscal per a la reducció del dèficit públic.[2]
- SGG, constituïda el 29 de desembre de 1998, té com a activitat principal la prestació de serveis, de forma directa o indirecta, adreçats a la gent gran, amb la finalitat de donar suport i assistència personalitzada de qualitat.[2]

## Participacions
Per una altra banda, la Corporació participa en el 32% del capital de Coordinació Logística Sanitària, AIE, conjuntament amb el Consorci Mar Parc de Salut de Barcelona i UDIAT. Aquesta entitat té per objecte desenvolupar activitats econòmiques auxiliars a les dels seus membres relacionades amb l'emmagatzematge i la logística de materials, béns i documentació.
La Corporació també participa en el Patronat de la Fundació Parc Taulí–Institut Universitari Parc Taulí, adscrita a la UAB, en el marc del conveni de col·laboració formalitzat el 1993, que estableix que la Corporació transfereix a la Fundació la gestió dels projectes i programes de recerca i docència que es desenvolupin en l'àmbit del sector sanitari de Sabadell. Anteriorment també havia participat en la Fundació Parc Salut, que el 2014 va quedar integrada en la Fundació Parc Taulí.